# Ioánnis Dragasákis
Ioánnis « Yánnis » Dragasákis (grec moderne : Ιωάννης «Γιάννης» Δραγασάκης), né le 1er janvier 1947 à Lassithi, est un homme politique grec.

## Biographie

### Formation
Il étudie les sciences politiques et économiques.

### Engagement politique
De 1989 à 1990, il est ministre dans le gouvernement de Xenophón Zolótas. Il est membre du comité central du Parti communiste de Grèce jusqu'en 1991.
Il est ensuite élu député de La Canée en 1989 sous l'étiquette de Synaspismós, puis en 1996 à Athènes. Portant les couleurs de SYRIZA, il est réélu en 2004 et 2007.
Il est élu quatrième vice-président du Parlement pour la XVe législature le 29 juin 2012, avec 227 votes « pour », 57 votes blancs et 1 vote nul.
Comptant parmi les inspirateurs du programme économique de SYRIZA et devient, le 26 janvier 2015, vice-Premier ministre dans le gouvernement Tsípras I d'Aléxis Tsípras.